# Ноель Дельберг
Ноель Дельберг (фр. Noël Delberghe, 25 грудня 1897 — 17 вересня 1965) — французький плавець і ватерполіст.
Олімпійський чемпіон 1924 року.